# Лига против хлебных законов
«Лига против хлебных законов» (англ. Anti-Corn Law League, «Анти-корн-ло-лиг») — созданное в 1838 году в Англии общество, которое стремилось сперва к отмене хлебных пошлин, а затем вообще к установлению полной свободы торговли и добилось на этом поприще заметного успеха.

## История
Ввозимая на Британские острова пшеница с 1660 года была обложена в Англии пошлиной, размер которой подвергался частым колебаниям. В 1815 году, когда после продолжительной блокады восточно-европейские государства снова появились на рынке с большим количеством товаров, английский парламент запретил импорт пшеницы, если цена её стояла ниже 80 шиллингов за квартер (11,34 кг), между тем как при более высоких ценах ввоз был вполне свободен.

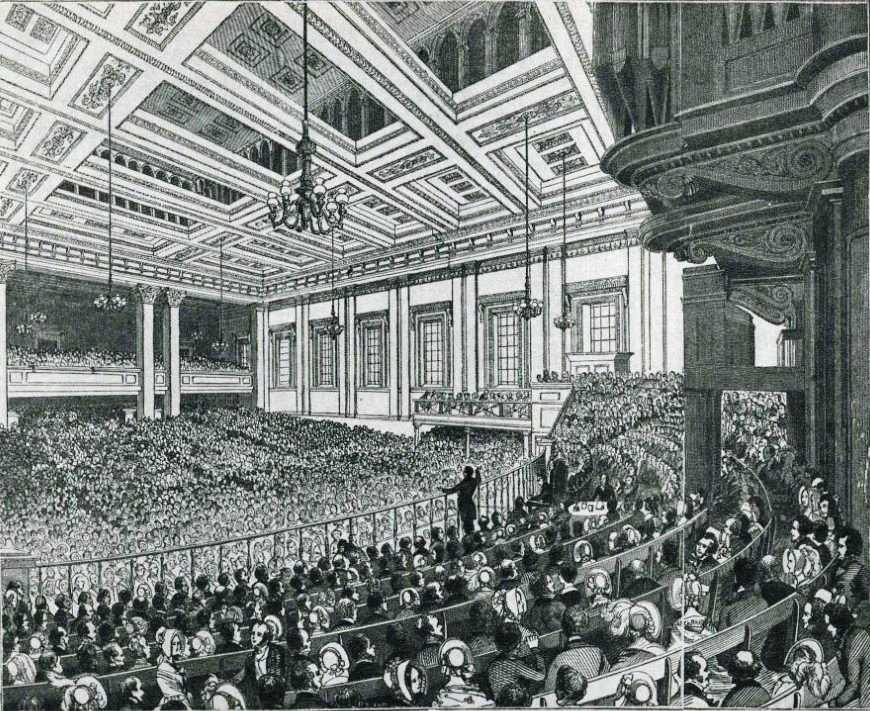
Собрание членов «Лиги против хлебных законов» в городе Лондоне (1846 год)

После некоторых видоизменений эта система была снова заменена в 1828 году подвижной шкалой тарифа, причём различные статьи ввоза подвергались иногда весьма высокой пошлине, но ни одна из них не подвергалась безусловному запрещению. Промышленники опасались, что вследствие искусственного повышения цен на хлеб заработная плата будет держаться на такой высоте, которая не позволит им выдерживать конкуренцию с расцветавшей в то время континентальной европейской индустрией. Однако, со своей стороны, они не решались отказаться от покровительственной пошлины для собственных фабрикантов, а потому действительная агитация против хлебных законов оказалась впервые возможной только в 1830-х годах, после того как в среду фабрикантов проникло убеждение, что интересы их выиграют от свободы торговли гораздо более, чем от покровительственной тарифной системы. Так в 1838 году в Манчестере была основана под руководством Ричарда Кобдена, Боуринга, И. Б. Смита, Прентиса и других поначалу весьма скромная Anti-corn-law-league.
Сперва был собран фонд (около трёх тысяч фунтов стерлингов) для покрытия расходов на агитацию в печатных изданиях и проведение собраний и съездов. Но уже в 1839 году Лига решила распространить свою деятельность на всю страну и не прекращать её до тех пор, пока не последует отмена пошлины на хлеб. В том же году в Лондоне состоялось собрание с участием трёхсот делегатов, и Виллье впервые внёс в палату общин предложение об отмене хлебных законов, которое было отклонено значительным большинством голосов.
«Лига против хлебных законов» с ещё большей энергией продолжала свою деятельность, но только в 1841 году ей удалось провести в парламент страны своего лидера Кобдена. Лига привлекла на свою сторону диссидентское духовенство.
Даже женщины приняли участие в движении. Так, манчестерские дамы устроили в пользу лиги базар, принёсший в её бюджет 10 тысяч фунтов стерлингов. Однако только в 1842 году деятельность Лиги достигла своего пика — после того, как введено было новое изменение подвижной шкалы тарифа, крайне недостаточно понижавшее пошлины.
Кобден, которого поддерживал своим блестящим красноречием Джон Брайт, а административным талантом Уильям Гладстон, потребовал от своей партии подписки на 50 000 фунтов стерлингов, чтобы перенести агитацию в среду сельского населения.
Ирландская партия с О’Коннелом во главе протянула руку помощи Лиге. Противниками же явилась не только угрожаемая в своих интересах крупная земельная аристократия, но и самый чартизм, усматривавший в стремлениях Лиги лишь желание понизить заработную плату.
На парламентской сессии в 1844—1845 годах повторное предложение Виллье набрало уже 122 голоса, а другое, исходившее от Кобдена и требовавшее пересмотра хлебных законов, 221 голос. Еженедельное периодическое издание Лиги насчитывало уже 15 тысяч постоянных подписчиков. Чартисты, с своей стороны, воспользовались случаем, чтобы усилить движение в народе. Роберт Пиль высказался за свободу торговли и объявил на будущую сессию важные законопроекты и реформы, преимущественно по отношению к хлебному законодательству.
Лига в течение 1845 года напрягала все свои силы, чтобы добиться большинства в парламенте. Наконец, в 1846 году Роберт Пиль внёс под давлением возраставшей нужды в Ирландии и в связи с дальнейшими таможенными реформами предложение о полной свободе ввоза всех жизненных припасов, причём предлагалось удержать на три года постепенно понижающуюся шкалу тарифа для ввозного хлеба. Этот билль прошёл в июне в Палате общин, а затем и в Палате лордов, и сделался законом.
Через несколько дней после падения Пиля «Лига против хлебных законов» на большом собрании в Манчестере объявила свою цель достигнутой, но отложила самороспуск до 1849 года. С этого года пошлина на пшеницу должна была понизиться до 1 шиллинга за квартер. Позднее и эта пошлина была и вовсе отменена.